# Waynesboro (Mississippi)
Waynesboro é uma cidade localizada no estado americano de Mississippi, no Condado de Wayne.

## Demografia

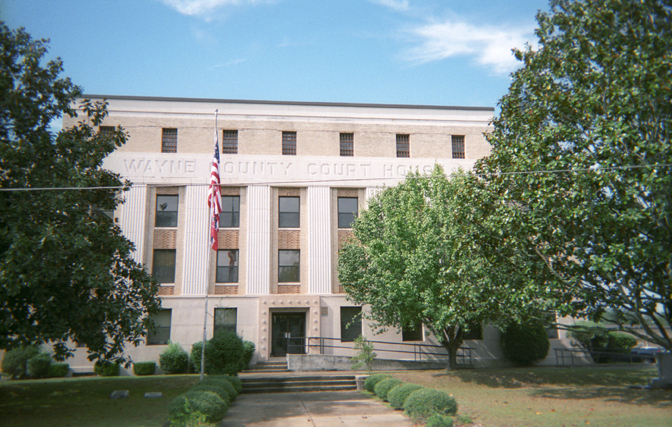
Tribunal do condado de Wayne em Waynesboro.

Segundo o censo americano de 2000, a sua população era de 5197 habitantes.
Em 2006, foi estimada uma população de 5669, um aumento de 472 (9.1%).

## Geografia
De acordo com o United States Census Bureau tem uma área de
17,2 km², dos quais 17,2 km² cobertos por terra e 0,0 km² cobertos por água. Waynesboro localiza-se a aproximadamente 276 m acima do nível do mar.

## Localidades na vizinhança
O diagrama seguinte representa as localidades num raio de 36 km ao redor de Waynesboro.